# Чамраджнагар (округ)
Чамраджна́гар (канн. ಚಾಮರಾಜನಗರ; англ. Chamarajanagar) — округ в индийском штате Карнатака. Образован в 1998 году из части территории округа Майсур. Административный центр — город Чамраджнагар. Площадь округа — 5101 км². По данным всеиндийской переписи 2001 года население округа составляло 965 462 человека. Уровень грамотности взрослого населения составлял 50,9 %, что ниже среднеиндийского уровня (59,5 %). Доля городского населения составляла 15,3 %.